# マンサ・コンコ
マンサ・コンコ (Mansa Konko あるいは綴り違いで Mansakonko) は、ガンビア西部の下流地方州の首府で、周辺で最も人口が多い経済の中心ソマの北約3kmに位置する。
2013年の人口は314人、最新の国勢調査によると1993年の人口は240人である。西ジャラ地区に属する。

## 地理
標高38メートルのマンサ・コンコの丘はマンディンカ語で「王の丘」や「政府の丘」を意味し、その名の通りこの地方の統治者がここに拠点を置いていた。

## 歴史
イギリス領時代（英語）はこの地域の行政の中心地であり、当時の建物がいくつか現存する。

## 経済
20世紀終盤の下流地方にはマンサ・コンコの技術訓練研究所とジェノイの農業局、コンバの医学研究所（Medical Research Council）ならびに国際トリパノソーマ症センターの支所（本部所在地：バンジュル）（International Trypanotolerance Centre）を除くと、他地域と同様ほとんど公共投資が行われなかった。1990年代、下流地方全域の教育機関として合計高等学校1校、中学校2校を数えた。
州内に6つある地域のうち、面積が最大で人口が最も少ない西キアンに対してマンサコンコと東接する中ジャラにかけて人口が最も集中する。西ジャラ地域の経済活動の中心地ソマは、1980年代から1990年代にわたり幹線道路トランス・ガンビア・ハイウェイ沿線の物流の拠点のひとつとして繁栄の基礎を築いた。この国道は隣国セネガルの国際貿易港カザマンスに通じるトラック輸送ルートであり、またソマはバンバテンダ(Bamba Tenda、北緯13度31分16.8秒 西経15度34分25.0秒 / 北緯13.521333度 西経15.573611度)・イエリタンダ(Yelitenda、北緯13度30分49.2秒 西経15度34分11.6秒 / 北緯13.513667度 西経15.569889度)の両岸の集積地の役割を得たことも複合し、ガンビア西部の人口低下とは対照的に急速な人口拡大を果たした。セネガンビア国家連合時代にはソマから中ジェラにわたり国境を越えた商取引と貿易が盛んで、急速な人口流入が助長された結果、規模でいうと地域全体の上位10件の居住地域のうち、8件が中ジェラに集中した。

## 参考資料
- Jaiteh, Malanding S. (2006年9月12日). “ガンビアの地図に見る下流地方” (英語). 2006年9月24日時点のオリジナルよりアーカイブ。2006年10月12日閲覧。
- “Bevoelkerungs Statistik” (ドイツ語). 2013年3月17日閲覧。[リンク切れ]